# Kalai (Bangladesh)
Kalai è un sottodistretto (upazila) del Bangladesh situato nel distretto di Joypurhat, divisione di Rajshahi. Si estende su una superficie di 166,3 km² e conta una popolazione di 143.197  abitanti (censimento 2011).